# Spoorlijn Witten - Schwelm
De spoorlijn Witten - Schwelm is een spoorlijn in de Duitse deelstaat Noordrijn-Westfalen. De lijn is als spoorlijn 2143 onder beheer van DB Netze.

## Geschiedenis
Het traject werd door de Deutsche Reichsbahn geopend op 4 oktober 1926. Sinds januari 1983 is het gedeelte tussen Witten-Höhe en Gevelsberg West gesloten en opgebroken.

## Treindiensten
Op het traject rijdt de S-Bahn Rhein-Ruhr de volgende routes:
| Serie | Treinsoort            | Route | Bijzonderheden |
| ----- | --------------------- | --- | -------------- |
| S 8   | S-Bahn (DB Regio NRW) | Mönchengladbach Hbf – Neuss Hbf – Düsseldorf Hbf – Gruiten – Wuppertal Hbf – Schwelm – Gevelsberg Hbf – Hagen Hbf |                |

## Aansluitingen
In de volgende plaatsen is of was er een aansluiting op de volgende spoorlijnen:
Witten Hbf
DB 2140, spoorlijn tussen Bochum-Langendreer en Witten
DB 2801, spoorlijn tussen Hagen en Dortmund
Witten Höhe
DB 2144, spoorlijn tussen Witten Höhe en Wengern Ost
Gevelsberg West
DB 2423, spoorlijn tussen Düsseldorf-Derendorf en Dortmund Süd
aansluiting Linderhausen
DB 2525, spoorlijn tussen Neuss en Linderhausen
Schwelm
DB 2525, spoorlijn tussen Neuss en Linderhausen
DB 2550, spoorlijn tussen Aken en Kassel
DB 2701, spoorlijn tussen Wuppertal-Oberbarmen en Schwelm

## Elektrificatie
Het traject werd in 1964 en 1965 geëlektrificeerd met een wisselspanning van 15.000 volt 16⅔ Hz.